# Les Borges Blanques
Les Borges Blanques è un comune catalano di 6 049 abitanti (2010) situato nella comunità autonoma della Catalogna, nella provincia di Lleida.